# Узел орбиты

Плоскости орбиты и эклиптики с надписанным восходящим узлом орбиты, нисходящий узел орбиты — дальняя точка пересечения этих плоскостей

У́зел орби́ты — одна из двух диаметрально противоположных точек, в которых орбита какого-либо небесного тела пересекается с некоторой условной плоскостью, выступающей как система отсчёта, а также геоцентрическая проекция этой точки на небесную сферу. Таковой плоскостью для планет Солнечной системы и Луны является плоскость эклиптики. Для отслеживания ИСЗ обычно используют экваториальную систему координат и, соответственно, плоскость небесного экватора. Поскольку таких точек две, различают восходящий и нисходящий узлы орбиты. Для незамкнутых орбит (параболических и гиперболических) могут существовать оба узла или один из узлов может формально находиться в бесконечности.
- Восходящий узел орбиты (также называемый северный) — точка, в которой движущееся по орбите тело пересекает условную плоскость в северном направлении (то есть переходит из южного полушария небесной сферы в северное). Название связано с тем, что для наблюдателя в северном полушарии движение происходит снизу вверх, то есть является «восходящим».
- Нисходящий узел орбиты (также называемый южный) — точка, в которой движущееся по орбите тело пересекает условную плоскость в южном направлении (то есть переходит из северного полушария небесной сферы в южное), он обозначается перевёрнутым символом знака Льва, или (чаще) исторически производным от него символом ☋[2]. Название связано с тем, что для наблюдателя в северном полушарии эклиптики движение происходит сверху вниз, то есть является «нисходящим».

Условной плоскостью здесь, как уже было замечено, в большинстве случаев является эклиптика, реже небесный экватор. Относительно избранной плоскости в обоих случаях определяются и небесные полушария.
Иногда саму эклиптику, то есть годовой путь Солнца по небесной сфере, фактически являющийся проекцией орбиты самой Земли, рассматривают в отношении небесного экватора, в этом смысле иногда называют точку весеннего равноденствия «восходящим узлом эклиптики», а осеннего — «заходящим».
Линия узлов — прямая, соединяющая восходящий и нисходящий узлы орбиты. Возмущения орбиты вследствие несферичности центрального объекта, воздействия других тел и т. п. приводят к прецессии линии узлов.
В астрономии планетные узлы имеют большое значение. Долгота восходящего узла — один из шести физических элементов орбиты, определяющих положение в пространстве тела, обладающего орбитальным движением. Такое явление, как прохождение Меркурия или Венеры по диску Солнца, имеет место при нижнем соединении соответствующей планеты с Солнцем, когда оно происходит в непосредственной близости от одного из узлов этой планеты. Солнечное затмение имеет место, когда геоцентрическое соединение Луны и Солнца (то есть новолуние) происходит вблизи одного из лунных узлов, а лунное затмение — когда вдоль оси этих узлов происходит их противостояние (то есть полнолуние). Все перечисленные явления оказываются возможны потому, что в этих ситуациях три небесных тела выстраиваются в пространстве практически точно в одну линию.